# Barthélemy de Caix
Pour les articles homonymes, voir Caix (homonymie).
Barthélemy de Caix (Lyon, 20 avril 1716 - Blois, 15 juin 1795) est un musicien issu d'une illustre famille de joueurs de viole de gambe.

## Biographie

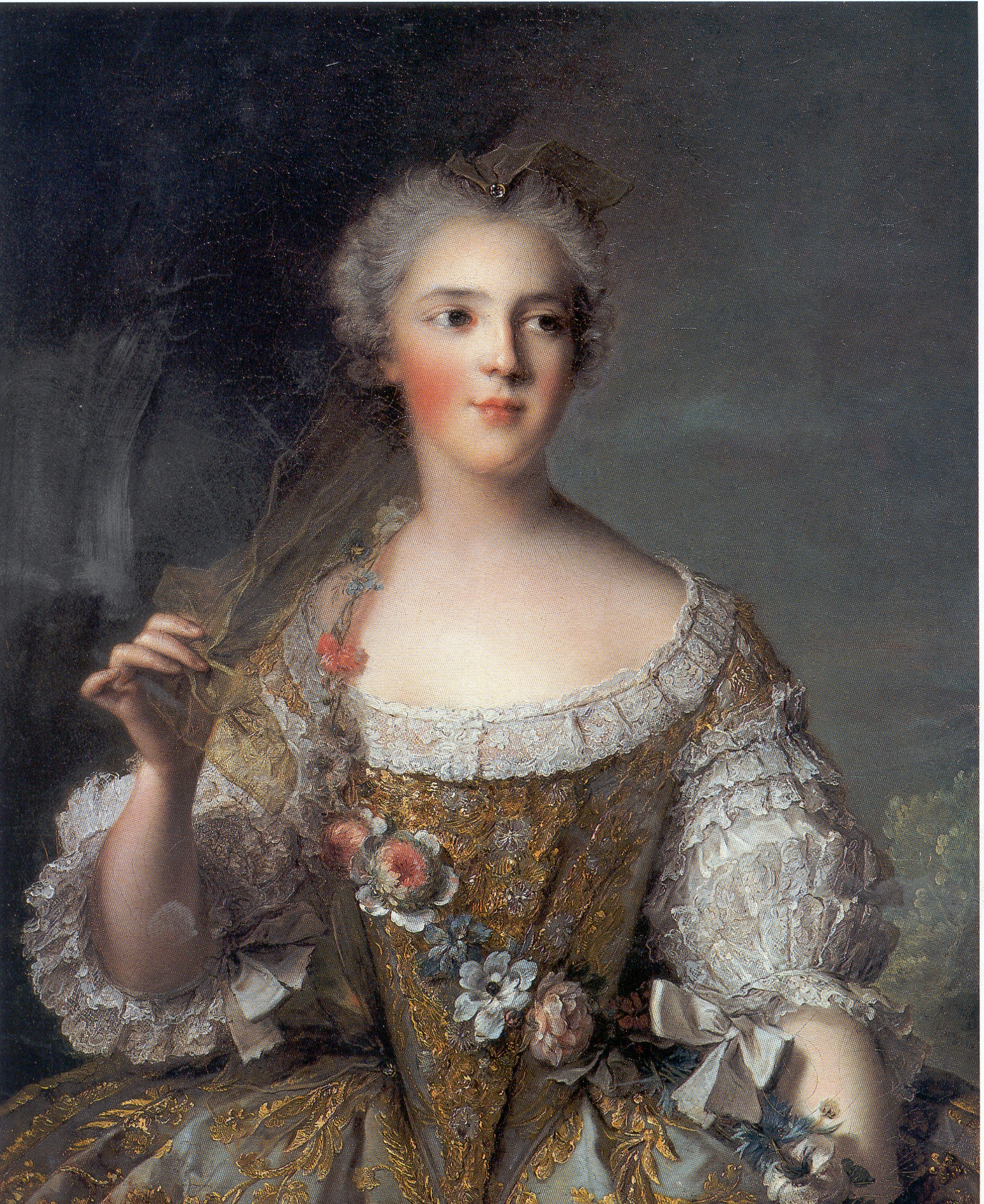
Sophie de France en 1748, par Jean-Marc Nattier.

Barthélemy de Caix naît de François-Joseph de Caix (né vers 1692-mort à Versailles le 16 janvier 1760), musicien de l'orchestre de Lyon, et de Jeanne Ursule Drotte, mariés à Paris en 1712. Il est baptisé dans la paroisse Sainte-Croix de Lyon le lendemain de sa naissance. Il est le cadet d'une famille de plusieurs enfants, tous joueurs de viole dont, Marie-Anne Ursule (1715–1751) et Paul (1717– ?) qui lui, préfère Lyon. La famille suit le père à Paris vers 1730, qui entre à la chapelle royale et de chambre de Louis XV. Avec son père, il se produit en concert à Marly en 1738. La même année, avec son frère Paul, il retourne à Lyon, puis revient à Paris en 1745. Le Mercure de France rapporte le concert du 16 septembre 1746, où il joue.
Barthélemy, comme son père, enseigne l'instrument. Dans les années 1740, il a pour élève Mme Sophie, qui apprend le pardessus de viole, instrument de salon destiné aux femmes et pratiqué uniquement en France, se tenait sur les genoux ce qui évitait la position sur le bras du violon ainsi que la position de la basse de viole... Il fait éditer un livre destiné à deux instruments qu'il dédie à la princesse : « VI Sonates pour deux pardessus de viole à cinq cordes, violons et basses de viole..., opus 1 » composées vers 1745 et publiées vers 1750, à Paris et Lyon (chez Madame Boivin et le Clerc).
C'est peut-être lui qui est listé dans l'Almanach musical en tant que professeur de pardessus et de violoncelle de 1775 à 1789.
Son lien de parenté avec les Caix d'Hervelois est obscur, peut-être Louis de Caix est-il frère aîné du père de Barthélemy.
Barthélemy de Caix meurt à Blois (Loir-et-Cher) le 15 juin 1795, âgé de 79 ans.

## Œuvre

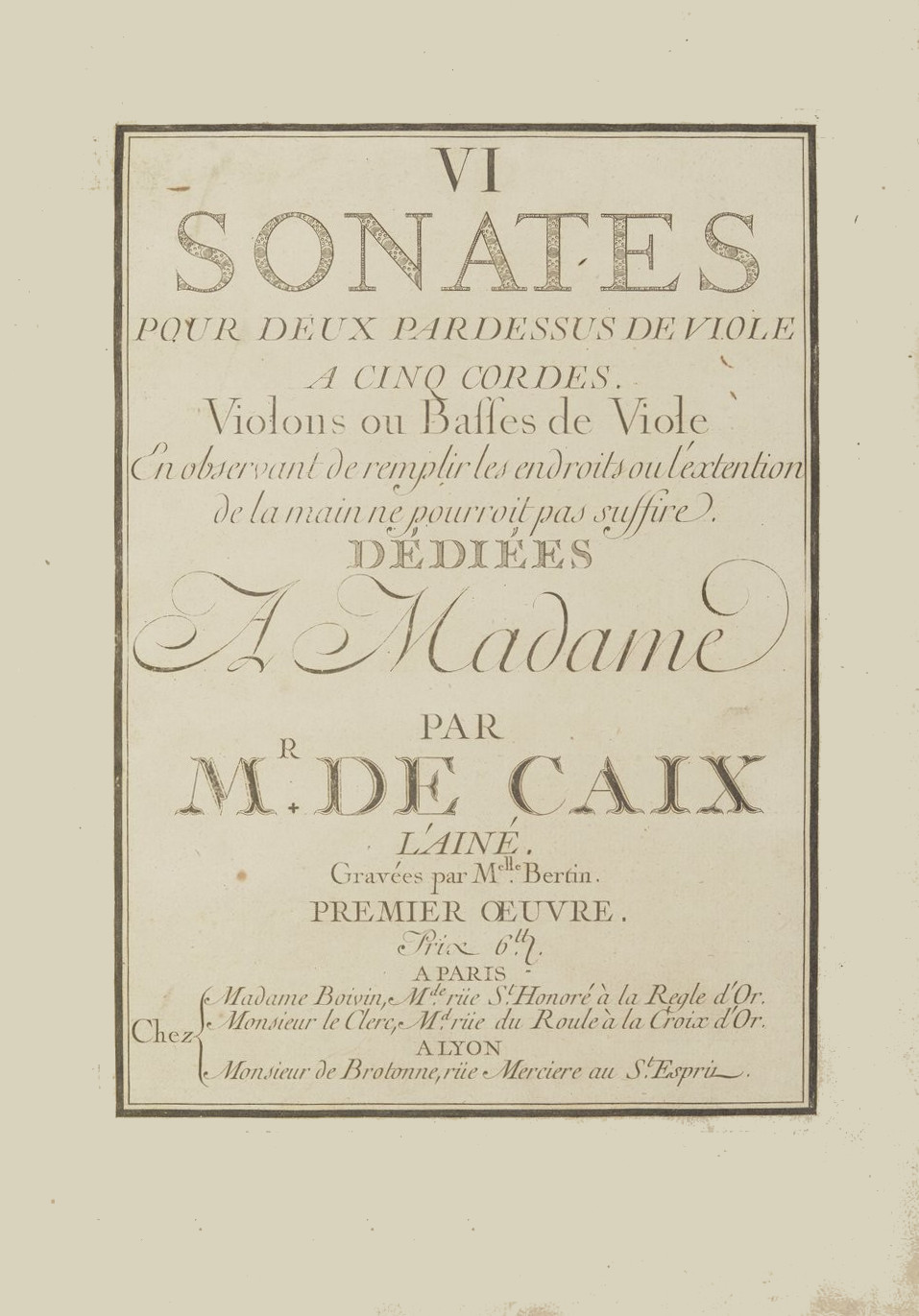
Page de titre des « 6 Sonates pour 2 pardessus de viole, op. 1 », éditées vers 1750.

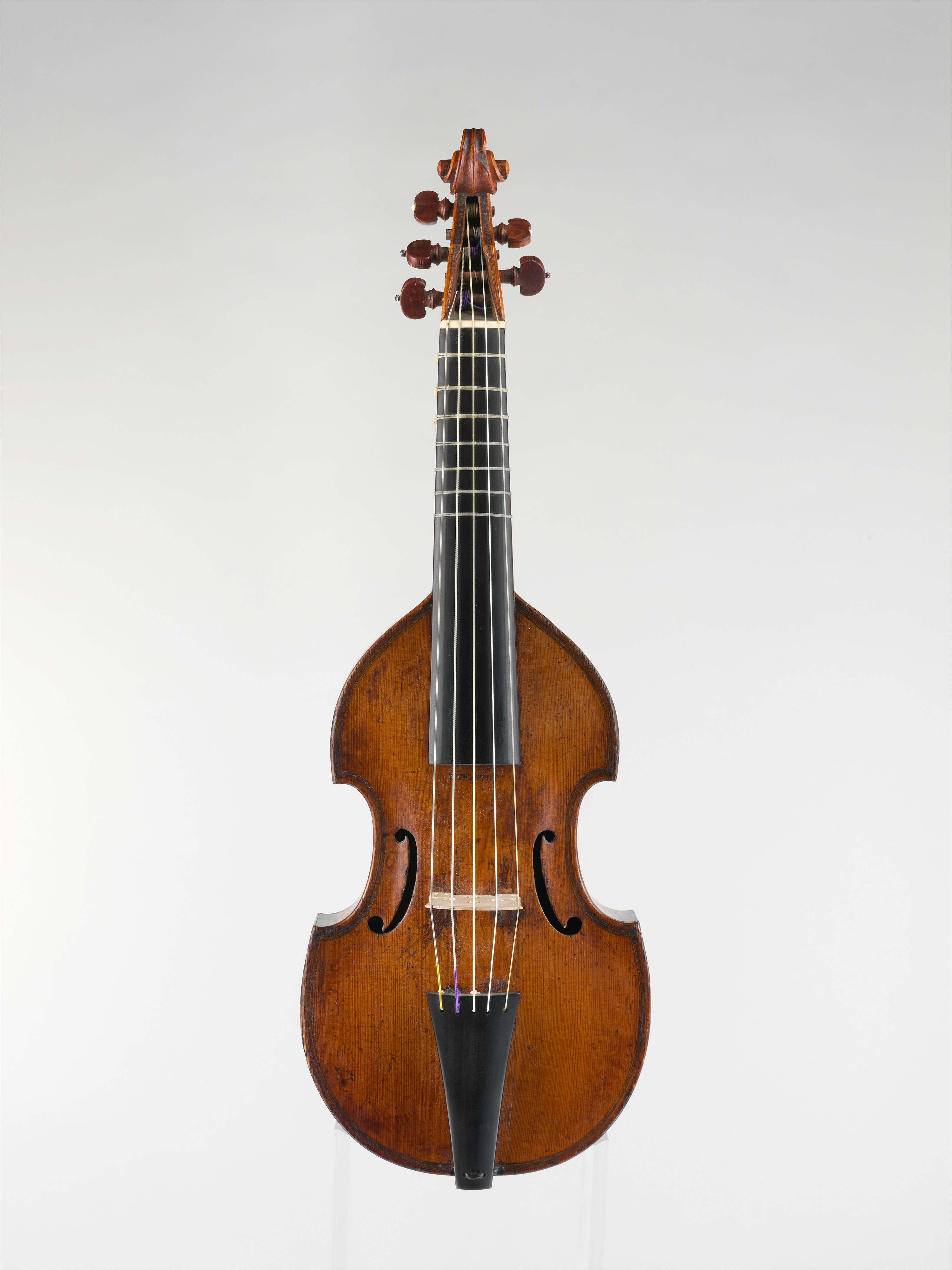
Un pardessus de viole datant d'environ 1750.

Les sonates, composées au milieu de siècle, juxtaposent des styles variés et même proposent une fusion des manières française et italienne. La sonate II, s'inspire de Pergolèse dans son Andante et enchaîne avec un tambourin bien français. La sonate III commence comme un concerto grosso à la Haendel et suivi d'une délicate sarabande. La sonate se termine avec un rare mouvement superposant une Pantomime française à 
, chantée par le premier dessus, alors que le second dessus se charge d'un mouvement perpétuel à l'italienne, battu à 
.
VI Sonates pour 2 pardessus de viole, op. 1 (c. 1745 ; pub. c. 1750)
- Sonate no 1
  1. Allegro
  2. Aria
  3. Allegro assai
- Sonate no 2
  1. Andante
  2. Tambourino I - Tambourino II
  3. Allegro
- Sonate no 3
  1. Allegro
  2. Sarabanda
  3. Allegro
- Sonate no 4
  1. Allegro
  2. Aria
  3. Ciaconna
- Sonate no 5
  1. Andante
  2. Allegro
  3. Tempo di Minuetto I - Minuetto II
- Sonate no 6
  1. Andantino
  2. Allegro
  3. Minuetto I - Minuetto II

## Enregistrement
- Six sonates pour deux pardessus de viole - Duo Guersan : Tina Chancey et Catharina Meints, pardessus de viole Louis Guersan 1740 et 1745 (février 1995, Dorian DIS-80150 / Dorian Sono Luminus) (OCLC 37033203)